# Futbol'nyj Klub Volgar' Astrachan' 2012-2013
Questa voce raccoglie le informazioni riguardanti il Futbol'nyj Klub Volgar' Astrachan' nelle competizioni ufficiali della stagione 2012-2013.

## Stagione
La squadra finì ultima in PFN Ligi, retrocedendo in terza serie.

## Rosa
| N. |                       | Ruolo | Calciatore            |
| -- | --------------------- | ----- | --------------------- |
| 1  | Russia (bandiera)     | P     | Vitaliy Chilyushkin   |
| 3  | Russia (bandiera)     | D     | Aleksandr Zhirov      |
| 4  | Russia (bandiera)     | D     | Roman Loktionov       |
| 8  | Russia (bandiera)     | A     | Vladimir Romanenko    |
| 9  | Russia (bandiera)     | C     | Alan Chochiev         |
| 10 | Russia (bandiera)     | A     | Aleksandr Antipenko   |
| 13 | Russia (bandiera)     | D     | Sergey Terekhov       |
| 14 | Slovenia (bandiera)   | D     | Andrej Pecnik         |
| 15 | Russia (bandiera)     | C     | Aleksey Kolomiychenko |
| 16 | Moldavia (bandiera)   | P     | Stanislav Namasco     |
| 21 | Russia (bandiera)     | C     | Nika Piliev           |
| 23 | Russia (bandiera)     | D     | Igor Kaleshin         |
| 24 | Russia (bandiera)     | A     | Roman Tuzovskiy       |
| 25 | Ucraina (bandiera)    | D     | Taras Petrivskyi      |
| 26 | Tagikistan (bandiera) | D     | Farkhod Vasiev        |
| 28 | Russia (bandiera)     | A     | Aleksandr Degtyarev   |
| 33 | Russia (bandiera)     | A     | Aleksandr Alkhazov    |

| N. |                       | Ruolo | Calciatore         |
| -- | --------------------- | ----- | ------------------ |
| 34 | Russia (bandiera)     | A     | Pavel Safronov     |
| 37 | Brasile (bandiera)    | A     | Alison Silva       |
| 44 | Russia (bandiera)     | C     | Ruslan Kambolov    |
| 51 | Russia (bandiera)     | C     | Aslan Mashukov     |
| 77 | Russia (bandiera)     | P     | Maksim Kabanov     |
| 80 | Russia (bandiera)     | C     | Daniil Gridnev     |
| 87 | Lettonia (bandiera)   | A     | Ivans Lukjanovs    |
| 92 | Russia (bandiera)     | D     | Sergey Zuykov      |
| -  | Russia (bandiera)     | D     | Kirill Marushchak  |
| -  | Russia (bandiera)     | C     | Sergey Sharov      |
| -  | Russia (bandiera)     | C     | Artem Beketov      |
| -  | Russia (bandiera)     | C     | Nikolay Nesterenko |
| -  | Russia (bandiera)     | C     | Vladimir Riedel    |
| -  | Kazakistan (bandiera) | C     | Almir Mukhutdinov  |
| -  | Ucraina (bandiera)    | A     | Volodymyr Korobka  |
| -  | Russia (bandiera)     | A     | Azamat Gonezhukov  |
| -  | Russia (bandiera)     | A     | Anton Sekret       |

## Risultati

### Kubok Rossii
| Arbitro: | Igor Fedotov |

|                                         |           |                     |
| Eduard Lusikyan 24’ Vitaliy Shakhov 28’ | Marcatori | 63’ Roman Loktionov |

### Campionato
| Arbitro: | Sergey Kulikov |

|                         |           |                       |
| Aleksandr Degtyarev 55’ | Marcatori | 43’ Vladimir Kuleshov |

| Arbitro: | Vitali Rushakov |

|                                       |           |  |
| Dmitriy Sysuev 10’ Arturs Zjuzins 18’ | Marcatori |  |

| Arbitro: | Roman Chernov |

|  |           |                    |
|  | Marcatori | 71’ Andrej Smirnov |

| Arbitro: | Vladimir Rogulev |

|                                 |           |                   |
| Aleksandr Kulikov 45'+1’ (aut.) | Marcatori | 89’ David Dzakhov |

| Arbitro: | Aleksey Eskov |

|                             |           |                   |
| Vladimir Korytko 52’ (rig.) | Marcatori | 36’ Andrej Pecnik |

| Arbitro: | Vyacheslav Kharlamov |

|                           |           |                    |
| Aleksey Kolomiychenko 18’ | Marcatori | 54’ Denis Tumasyan |

| Krasnojarsk 22 agosto 2012, ore 13:00 8ª giornata | Enisej            | 0 – 0 referto | Volgar' Astrachan' | Stadio Centrale (4.400 spett.)\| Arbitro: \| Vladimir Moskalev \| |
| Arbitro:                                          | Vladimir Moskalev |               |                    |                                                                   |

| Arbitro: | Lasha Verulidze |

|                       |           |  |
| Vladimir Romanenko 8’ | Marcatori |  |

| Arbitro: | Vyacheslav Popov |

|                                                                      |           |                   |
| Maksim Zyuzin 27’ Evgeniy Lutsenko 56’ Nikita Satalkin 90'+3’ (rig.) | Marcatori | 51’ Artem Beketov |

| Astrachan' 10 settembre 2012, ore 18:30 11ª giornata | Volgar' Astrachan' | 0 – 0 referto | Spartak-Nal'čik | Stadio Centrale (1.200 spett.)\| Arbitro: \| Aleksey Matyunin \| |
| Arbitro:                                             | Aleksey Matyunin   |               |                 |                                                                  |

| Mosca 17 settembre 2012, ore 17:30 12ª giornata | Torpedo Mosca   | 0 – 0 referto | Volgar' Astrachan' | Luzhniki Stadium (1.700 spett.)\| Arbitro: \| Sergej Kuznecov \| |
| Arbitro:                                        | Sergej Kuznecov |               |                    |                                                                  |

| Arbitro: | Sergey Kostevich |

|                                                                  |           |                                            |
| Igor Kaleshin 35’ Aleksandr Antipenko 37’ Nikolay Nesterenko 40’ | Marcatori | 55’ Andrey Myazin 77’ (rig.) Andrey Myazin |

| Arbitro: | German Kravchenko |

|                   |           |  |
| Artem Beketov 90’ | Marcatori |  |

| Arbitro: | Vasili Kazartsev |

|                                                             |           |                                 |
| Vasili Karmazinenko 53’ Artur Rylov 72’ Sergey Shumilin 89’ | Marcatori | 90'+5’ (rig.) Azamat Gonezhukov |

| Arbitro: | Sergey Lapochkin |

|  |           |                       |
|  | Marcatori | 54’ Kirill Pogrebnyak |

| Arbitro: | Vladimir Moskalev |

|                      |           |  |
| Aleksey Medvedev 73’ | Marcatori |  |

| Arbitro: | Mikhail Belov |

|  |           |                                        |
|  | Marcatori | 42’ Grigori Chirkin 83’ Maksim Votinov |

| Arbitro: | Kirill Levnikov |

|                      |           |                   |
| Mikhail Markosov 30’ | Marcatori | 89’ Alan Chochiev |

| Arbitro: | Roman Galimov |

|                                                                          |           |                         |
| Pavel Ryaboshapka 16’ Ruslan Makhmutov 40’ Igor Portnyagin 90'+4’ (rig.) | Marcatori | 83’ Aleksandr Antipenko |

| Arbitro: | Mikhail Vilkov |

|                   |           |                        |
| Alan Chochiev 85’ | Marcatori | 35’ Aleksandr Alkhazov |

| Arbitro: | Anton Anopa |

|                           |           |  |
| Konstantin Skrylnikov 15’ | Marcatori |  |

| Arbitro: | Vitali Rushakov |

|                        |           |                              |
| Aleksandr Alkhazov 70’ | Marcatori | 57’ (rig.) Vyacheslav Chadov |

| Arbitro: | German Kravchenko |

|                   |           |  |
| Anton Kiselev 80’ | Marcatori |  |

| Arbitro: | Vladimir Seldyakov |

|  |           |                             |
|  | Marcatori | 90’ (rig.) Evgeniy Lutsenko |

| Arbitro: | Kirill Levnikov |

|                                                               |           |                     |
| Arsen Goshokov 70’ Aleksey Medvedev 73’ Aleksey Averyanov 88’ | Marcatori | 82’ Ivans Lukjanovs |

| Arbitro: | Vasili Miroshnichenko |

|  |           |                  |
|  | Marcatori | 80’ Denis Voynov |

| Arbitro: | Aleksey Matyunin |

|                   |           |  |
| Sergey Egorov 48’ | Marcatori |  |

| Arbitro: | Lasha Verulidze |

|                                          |           |                                          |
| Maksim Yakovlev 75’ Denis Tkachuk 90'+5’ | Marcatori | 9’ Alan Chochiev 65’ Aleksandr Antipenko |

| Arbitro: | Evgeni Turbin |

|                         |           |  |
| Aleksandr Degtyarev 78’ | Marcatori |  |

| Arbitro: | Denis Shpilev |

|                                |           |  |
| Aleksandr Zhirov 90'+3’ (aut.) | Marcatori |  |

| Arbitro: | Sergej Kuznecov |

|  |           |                     |
|  | Marcatori | 47’ Igor Shevchenko |

| Arbitro: | Maksim Layushkin |

|                                          |           |                                                                                       |
| Vladimir Kuleshov 57’ Mikhail Komkov 69’ | Marcatori | 16’ Ivans Lukjanovs 17’ Aleksandr Antipenko 48’ Vladimir Romanenko 59’ Pavel Safronov |